# Wuritutala
Wuritutala (kinesiska: 乌日图塔拉, 乌日图塔拉苏木) är en socken i Kina. Den ligger i den autonoma regionen Inre Mongoliet, i den norra delen av landet, omkring 440 kilometer nordost om regionhuvudstaden Hohhot.
Genomsnittlig årsnederbörd är 426 millimeter. Den regnigaste månaden är juli, med i genomsnitt 107 mm nederbörd, och den torraste är januari, med 4 mm nederbörd.